# San Isidro, Ocampo
San Isidro är en ort i Mexiko.   Den ligger i kommunen Ocampo och delstaten Guanajuato, i den centrala delen av landet, 300 km nordväst om huvudstaden Mexico City. San Isidro ligger 2 120 meter över havet och antalet invånare är 347.
Terrängen runt San Isidro är kuperad västerut, men österut är den platt. San Isidro ligger nere i en dal. Runt San Isidro är det glesbefolkat, med 16 invånare per kvadratkilometer. Närmaste större samhälle är Ocampo, 15,5 km norr om San Isidro. Trakten runt San Isidro består i huvudsak av gräsmarker.